# Avram Fefer

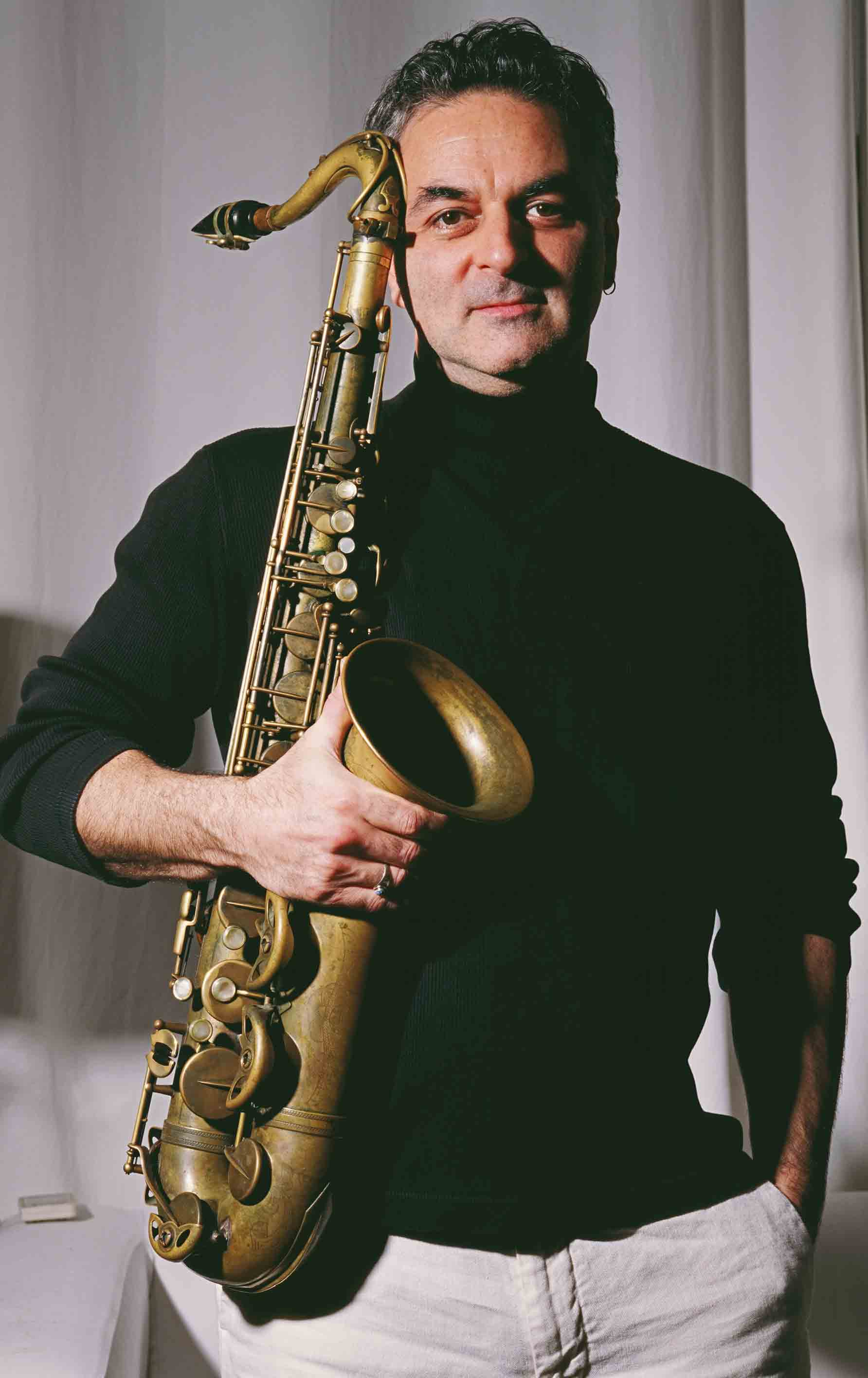
Avram Fefer

Avram K. Fefer (* 1965 in San Francisco) ist ein US-amerikanischer Jazz-Saxophonist (Sopran-, Alt- und Tenorsaxophon) und Klarinettist (Klarinette, Bassklarinette) des Modern Creative, Komponist und Bandleader.

## Leben
Avram Fefer absolvierte die Harvard University und studierte Musik am Berklee College of Music und dem New England Conservatory. Danach verbrachte er mehrere Jahre in Paris, wo er mit  Archie Shepp, der Band The Last Poets, Sunny Murray, Kirk Lightsey, Jack Gregg, Rasul Siddik, Graham Haynes und John Betsch arbeitete.
In Paris beschäftigte sich Fefer zudem mit westafrikanischer und arabischer Musik, spielte mit einer Vielzahl von Musikern aus dem Senegal, Kamerun, Mali und Marokko. Ab Mitte der 1990er Jahre begann er Alben unter eigenem Namen einzuspielen. Auf dem 1999 entstandenen Album Calling All Sprits mit dem Bassisten Eric Revis und dem Schlagzeuger Igal Foni interpretierte er Mingus-Kompositionen wie „Orange Was the Colour of Her Dress“ und Titel von Don Cherry („Guinea“) und Ornette Coleman („Mother of the Veil“). Außerdem arbeitete er mit Bobby Few zusammen, zu hören auf Alben wie Few and Far Between (2000, mit Wilber Morris) und Heavenly Places (2005). 
Nach seiner Rückkehr nach New York, setzte Fefer seine Tätigkeit als Komponist fort und leitete diverse Ensembles und nahm eine Reihe von Alben als Leader oder Co-Leader auf, u. a. mit Bobby Few, Tomas Ulrich, Ken Filiano und Jay Rosen. Außerdem wirkte er an Projekten von David Murrays Big Band, dem Butch Morris Orchestra, der Joseph Bowie Big Band, der Mingus Big Band, Frank Lacys Vibe Tribe, dem Rob Reddy Oktett, Famoro Diabate’s Kakande, dem Adam Lane Oktett, dem Michael Bisio Quartet und von Burnt Sugar mit.

## Diskographische Hinweise
- 1994 – Art Sound Orchestra Other Worlds
- 1994 – Beigels Daisy Toasts Omnibus, mit Serge Adam, Jean-Claude Ghrenassia, Laurent Bataille, Patrick Khalifa
- 1995 – Steve McCraven Song of the Forest Boogaraboo, mit Ed Byrne, Archie Shepp, Tom McClung, Nat Reeves
- 1998 – Paul Nash: Manhattan New Music Project The Soul of Grace
- 2001 – Avram Fefer Trio: Calling All Spirits
- 2002 – Avram Fefer Quartet: Lucille’s Gemini Dream  (CIMP)
- 2002 – Avram Fefer/Wilber Morris/Bobby Few: Few and Far Between
- 2004 – Avram Fefer Quartet: Shades of the Muse
- 2005 – Avram Fefer/Michael Bisio Duo: Painting Breath, Stoking Fire
- 2005 – Avram Fefer/Bobby Few Duo; Heavenly Places
- 2006 – Michael Bisio Quartet: Connections
- 2006 – Avram Fefer/Bobby Few Quartet: Sanctuary
- 2007 – Greg Tate & Burnt Sugar: More Than Post Human: Rise of the Mojosexual
- 2007 – Michael Bisio Quartet: Circle This
- 2009 – Avram Fefer, Eric Revis, Chad Taylor: Ritual
- 2011 – Avram Fefer Trio: Eliyahu, mit Eric Revis, Chad Taylor
- 2019 – Avram Fefer Quartet: Testament, mit Marc Ribot, Eric Revis, Chad Taylor (Clean Feed)[1]
- 2022 – Avram Fefer Quartet: Juba Lee, mit Marc Ribot, Eric Revis, Chad Taylor (Clean Feed)[2]